# 雷普洛特島

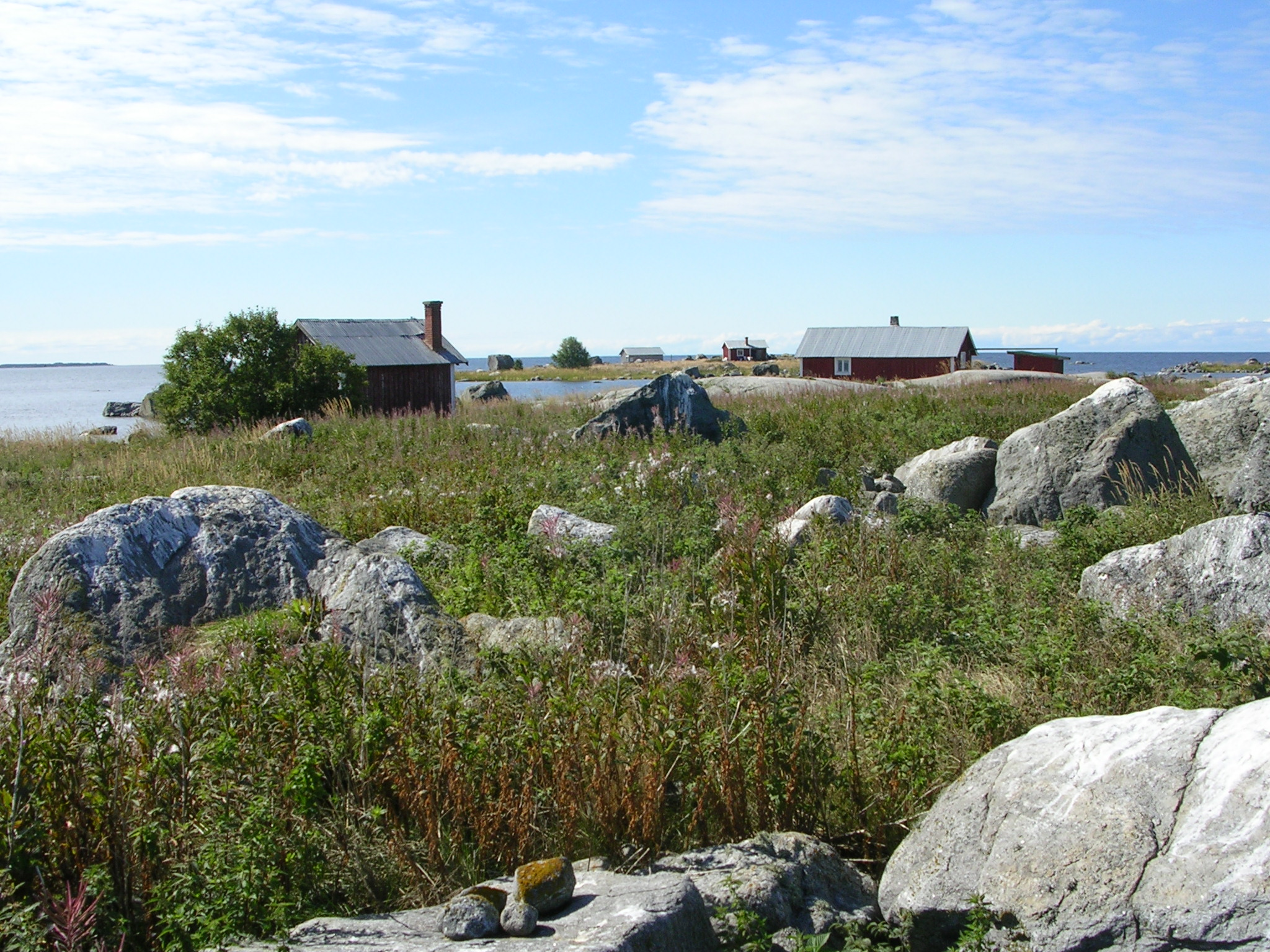
岛上风光

雷普洛特島（瑞典語：Replot）是芬蘭的島嶼，位於波的尼亞灣克瓦爾肯地區，由博滕區負責管轄，面積150平方公里，是該國第八大島嶼，該島自十一世紀有人類居住，人口約2,100。
63°15′N 21°24′E / 63.250°N 21.400°E

## 外部連結
- Site with tourist information for the Replot area （页面存档备份，存于）
- Information about the archipelago area around Replot （页面存档备份，存于）